# Relaciones Estados Unidos-Kiribati
Las relaciones Estados Unidos-Kiribati son las relaciones diplomáticas entre Estados Unidos y Kiribati.

## Historia
Tras su independencia en 1979, Kiribati firmó un tratado de amistad con los Estados Unidos. El Departamento de Estado de los Estados Unidos caracteriza las relaciones entre los EE. UU. y Kiribati como "excelentes", a partir de 2009. Las relaciones diplomáticas son conducidas por el embajador de Kiribati en los Estados Unidos. Los Estados Unidos no tienen instalaciones consulares o diplomáticas en el país. Los oficiales de la Embajada de Estados Unidos en Suva, Fiyi, están acreditados simultáneamente en Kiribati y realizan visitas periódicas. El Cuerpo de Paz de Estados Unidos, una de las Agencias independientes del gobierno de Estados Unidos, mantuvo un programa en Kiribati desde 1967. Sin embargo, el Cuerpo anunció planes para retirarse de Kiribati en noviembre de 2008 después de 35 años trabajando en el país. Michael Koffman, el director nacional de Peace Corps para Kiribati, citó el servicio aéreo aéreo nacional frecuentemente cancelado y errático en el país como la principal razón por la que el Cuerpo de Paz abandonaba Kiribati.

## Embajada
Los principales funcionarios de la Embajada de los Estados Unidos incluyen:
- Embajador - Judith Beth Cefkin

La Embajada de los Estados Unidos responsable de Kiribati se encuentra en Suva, República de las Islas Fiyi.